# BK Qviding
Denna artikel handlar om det tidigare klubben BK Qviding, för den nuvarande klubben se Qviding FIF.
BK Qviding var en fotbollsklubb från stadsdelen Kålltorp i östra Göteborg i dåvarande Göteborg och Bohus län 1952-1987. Klubben grundades av ett kompisgäng på Qvidingsgatan, alldeles invid nuvarande Kålltorpsskolan. Gatan är i sin tur namngiven efter den skånske körsnären Lars Quiding, som i sin tur tagit namnet efter födelseorten Kvidinge när han flyttade till Göteborg på 1700-talet. Ortens namn härstammar i sin tur från forndanskans uttryck för maggrop!
Qviding deltog i seriespel för första gången säsongen 1953/1954. Laget gjorde en rask resa uppåt i seriesystemet då man vann sina serie de tre första säsongerna. Säsongen 1955/1956 stötte laget på Fräntorps IF för första gången, säsongen 1962 fick man för första gången ex-allsvenskt motstånd i seriespelet i form av Gårda BK. År 1965 gjorde Qviding sin första säsong i division IV (motsvarar dagens division II) och 1967 sin första säsong i division III. Laget blev med tiden ett stabilt division IV-lag, med korta sejourer i trean och femman. I samband med serieomläggningen 1986 åkte Qviding ur gamla division IV och fick därmed spela i femtedivisionen (nya "division IV") 1987, samma öde som drabbade Fräntorps IF.
Situationen 1986 var sådan att Qviding hade en stor ungdomsverksamhet men ont om ledare. Samtidigt hade Fräntorp bättre tillgång till såväl ledare som seniorspelare men en begränsad ungdomsverksamhet. I det läget inledde de två föreningarna diskussioner om att gå samman för att skapa en förening med bredd på ungdomssidan och som på sikt kunde ge östra Göteborg ett slagkraftigt seniorlag. Säsongen 1987 spelade bägge föreningarna i nya division IV Göteborg A, Fräntorp slutade på åttonde plats medan Qviding slutade på tionde plats. Efter säsongen slutfördes diskussionerna om sammanslagning och de bägge föreningarna bildade Qviding Fräntorps IF.